# Remigijus Žemaitaitis
Remigijus Žemaitaitis, né le 30 mai 1982 à Šilutė (RSS de Lituanie), est un homme politique lituanien. Il est député du Seimas de 2009 à avril 2024 et depuis novembre 2024. 
Il est d'abord membre d'Ordre et justice, puis de Liberté et justice, avant de fonder Aube du Niémen. À partir de 2023, il fait polémique pour des propos jugés antisémites. 

## Biographie

### Jeunesse et études
Remigijus Žemaitaitis naît le 30 mai 1982 à Šilutė, dans l'ouest de la RSS de Lituanie. Ses parents sont économistes,. 
En 2005, il est diplômé de la faculté de droit de l'université de Vilnius et entame des études économiques. En parallèle de ses études de droit, il commence à travailler comme conseiller au Seimas et à la Commission électorale centrale. Il est aussi consultant juridique dans des tribunaux. 
Entre 2007 et 2009, il est assistant du maire de Vilnius et, plus tard, des députés européens Juozas Imbrasas et Rolandas Paksas, l'ancien président de la Lituanie, destitué pour ses liens allégués avec le grand banditisme.

### Début de carrière politique
Membre du parti Ordre et justice, Remigijus Žemaitaitis est élu dans la dixième législature du Seimas le 8 décembre 2009, lors de l'élection partielle dans la circonscription uninominale de Šilalė-Šilutė. Il est réélu lors des élections de 2012. Il est élu à la tête de la commission économique du parlement.
Lors des élections législatives de 2016, Remigijus Žemaitaitis est candidat en première position sur la liste du parti Ordre et justice. Il est élu député dans la circonscription de Samogitie du Sud, redécoupage de celle de Šilalė, visant à en exclure Šilutė. Après le scrutin, le chef du parti, Rolandas Paksas, démissionne ; Remigijus Žemaitaitis en prend la direction par intérim. Ordre et justice rejoint en 2018 le gouvernement Skvernelis, dirigé par l'Union lituanienne agraire et des verts. En septembre 2018, conformément à l'accord de coalition, Remigijus Žemaitaitis est élu vice-président du Seimas. Deux mois plus tard, le groupe parlementaire Ordre et justice est dissous et il devient député non-inscrit du Parlement.
En octobre 2019, après qu'il a soutenu une tentative de démettre Viktoras Pranckietis de son poste de président du Seimas, le chef du parti de l'Union des agriculteurs et des verts lituaniens, Ramūnas Karbauskis, demande à Remigijus Žemaitaitis de démissionner de son poste de vice-président, qualifiant cette décision de « trahison » de la coalition au pouvoir. Le mois suivant, il est démis de ses fonctions de vice-président après un vote de défiance, par 72 voix pour et 5 contre. 
En 2020, le parti libéral Union lituanienne pour la liberté, la formation Ordre et justice et le mouvement En avant, Lituanie fusionnent pour former Liberté et justice ; Remigijus Žemaitaitis est élu à sa tête. Lors des élections législatives, il remporte un siège dans la circonscription de Kelmė-Šilalė, qui revient au leader du parti.

### Expulsion et fondation de son propre parti
Fin 2023, il est expulsé de Liberté et justice après des propos antisémites et fonde Aube du Niémen (en lituanien : Nemuno aušra, abrégé NA), un parti populiste dont il prend la direction,. 
Le 27 janvier 2024, Remigijus Žemaitaitis annonce se présenter à l'élection présidentielle de 2024. Le 12 mai, il termine à la quatrième place avec 9,21 % des voix au premier tour.
Il est également candidat aux élections législatives de 2024, à la tête de son parti Aube du Niémen. Il obtient 47,83 % des voix dans la circonscription de Kelmė–Šilalė et est élu dès le premier tour. Le parti arrive lui en troisième position dans le pays, recueillant 14,97 % des voix, qui lui permettent d'obtenir 20 députés. Aube du Niémen a la majorité relative des voix dans une grande partie de l'ouest de la Lituanie (Samogitie et Petite Lituanie). Après les élections, le parti NA rejoint la coalition au pouvoir, menée par le Parti social-démocrate lituanien et l'Union des démocrates « Pour la Lituanie », au titre d'un soutien sans participation,.

## Positions politiques
Remigijus Žemaitaitis se décrit comme appartenant politiquement à l'aile plus conservatrice du libéralisme.
Il soutient la possibilité d'une union civile pour les couples de même sexe, tout en étant opposé au mariage homosexuel. Il s'abstient lors du vote du 26 mai 2022 au Seimas sur un projet de loi de compromis sur l'union civile. Il vote contre la ratification par la Lituanie de la Convention d'Istanbul visant à lutter contre les violences faites aux femmes.
Remigijus Žemaitaitis s'oppose aussi à la légalisation de la double nationalité en Lituanie. En 2017, il propose le rétablissement de la peine de mort en Lituanie.

## Controverses

### Positions concernant la Russie
En septembre 2018, lors d'une interview accordée à l'hebdomadaire russophone et pro-russe Ekspress nedelya, Remigijus Žemaitaitis fait part de son opposition à ce qu'il appelle des « sanctions anti-russes », mises en place après l'annexion illégale de la Crimée en 2014. Il plaide en faveur de négociations avec la Russie,.
En novembre 2022, à l'occasion d'une visite en Biélorussie, le député allemand Petr Bystron, membre du parti d'extrême droite Alternative pour l'Allemagne et connu pour ses positions pro-russes, se rend en Lituanie à l'invitation de Remigijus Žemaitaitis. 

### Antisémitisme
Entre mai et juin 2023, Remigijus Žemaitaitis publie cinq publications sur Facebook qui sont considérées comme antisémites et dénoncées. 
Les deux premières, le 8 mai, critiquent l'État d'Israël pour les exactions commises contre les Palestiniens, en particulier la destruction d'une école financée par l'UE en Cisjordanie,. Elles reprennent une célèbre comptine lituanienne sur le meurtre des Juifs.
Par la suite, le 13 juin, en réaction à une visite en Israël de la Première ministre lituanienne Ingrida Šimonytė, il affirme à tort qu'un massacre commis en 1944 par des SS allemands dans le village de Pirčiupiai a été perpétré par des Juifs et des Russes. Il ajoute que les Lituaniens ont subi un génocide plus grave que les Juifs durant la Seconde Guerre mondiale, reprenant la théorie du double génocide. Remigijus Žemaitaitis se reprend par la suite, admet qu'il s'est trompé au sujet de Pirčiupiai et qu'il voulait faire référence à un autre événement.
Ses publications sont fortement critiquées et dénoncées par des personnalités politiques lituaniennes, la communauté juive du pays et plusieurs ambassadeurs étrangers. 
Le 19 mai 2023, Liberté et justice, dont il est membre, le suspend temporairement en raison de ses déclarations antisémites. Avant que le parti lance la procédure de destitution contre lui, Remigijus Žemaitaitis quitte le parti de lui-même pour fonder Aube du Niémen. 
Lorsqu'il se justifie devant le Parlement en novembre 2023, il affirme que ses déclarations visaient les exactions israéliennes contre les Palestiniens, avant le début de la guerre de Gaza. Il précise être en faveur de la condamnation à mort de Benyamin Netanyahou. Il qualifie les enquêtes à son sujet de répression politique et de diffamation. En avril 2024, la Cour constitutionnelle tranche en estimant que l'homme politique a rompu son serment en tant que membre du Seimas et violé la Constitution du pays, jugeant que les déclarations sont bien antisémites,. Juste après cela, afin d'éviter le vote sur la destitution du parlement, Remigijus Žemaitaitis démissionne de son poste au Seimas. Il dépose ensuite un recours devant la Cour européenne des droits de l'homme contre la Lituanie.
Après les élections parlementaires de 2024, la décision des sociaux-démocrates victorieux d'inclure Aube du Niémen au sein de la nouvelle coalition gouvernementale provoque de nombreuses réactions locales et internationale, centrées sur les déclarations passées de Remigijus Žemaitaitis. Des personnalités politiques américaines, allemandes, polonaises et israéliennes critiquent ce choix, tout comme certaines organisations de la société civile. Des manifestants de protestations ont lieu en Lituanie,. 
L'intéressé réagit en affirmant que les réactions internationales ont été provoquées par ses adversaires politiques. Il envoie une lettre aux ambassadeurs des pays de l'OTAN et de l'UE, ainsi qu'à Israël, affirmant qu'il n'est pas antisémite, mais simplement critique des actions d'Israël et qu'il croit en l'égalité et la dignité humaine. Dans la lettre, il explique avoir rencontré la communauté juive de Kaunas pendant la campagne pour lui faire part de ses regrets et son respect.

### Autres affaires
Le 19 novembre 2024, le parquet ouvre une enquête contre Remigijus Žemaitaitis, accusé d'avoir diffamé la Première ministre Ingrida Šimonytė sur Facebook.
En novembre 2024, la police lituanienne ouvre une enquête sur une autre de ses publications sur Facebook, en vertu de l'article 170.2 du Code pénal relatif à la haine ethnique. Il y appelle les manifestants à se rassembler avec des bougies devant le domicile de Vytautas Landsbergis, premier dirigeant lituanien post-soviétique et ancien chef du parti d'opposition Union de la patrie. Ce post fait suite à une manifestation prévue sur la place de l'Indépendance à Vilnius contre l'inclusion d'Aube du Niémen dans la coalition de gouvernement.

## Vie privée
Remigijus Žemaitaitis est marié à Živilė Žemaitaitienė. Ils ont deux enfants. 
En 2023, il est le cinquième député le plus riche du Seimas, avec 940 000 euros de patrimoine déclaré.